# Voltei
Voltei é o sétimo álbum de estúdio da cantora brasileira Maysa, lançado em 1960. O álbum apresenta uma forte influência de bossa nova em algumas músicas como "Meditação" e "Cheiro de Saudade" e os clássicos sambas-canções. A capa traz uma combinação do antigo (uma foto em preto e branco
da cantora) e do novo (o nome do álbum grafado em letras modernas para a época).
O título do álbum está relacionado com a volta da cantora à vida normal, após um tratamento à base de antidepressivos e uma desintoxicação alcoólica. Foi uma temporada de um mês no hospital, por causa de uma crise de pressão baixa, causada pela ingestão de uísque combinada com comprimidos para dormir. Maysa voltava agora mais bela, magra e sentindo-se bem.
Duas canções neste disco eram assinadas por ela: o samba-canção "Voltei" e o sambinha positivo "Vem Comigo", escrito enquanto estava no hospital. Um dos maiores sucessos do álbum foi o bolero "Cantiga de Quem Está Só", que manteve -se nas paradas de todo país por três meses. Três discos 78 rpm do mesmo ano continham canções do álbum: o primeiro traz “Voltei” e “Vem Comigo”, o segundo “Solidão” e “Cheiro de Saudade” e o terceiro “Alguém Me Disse” e “Meditação”. O compacto duplo Com Carinho de Maysa contém “Cheiro de Saudade” e Meditação” no lado A e “Solidão” e “Dindi” no lado B.

## Faixas
| N.º | Título                    | Música                           | Duração |  |
| 1.  | "Meditação"               | Newton Mendonça / Tom Jobim      | 2:54    |  |
| 2.  | "Alguém me Disse"         | Evaldo Gouveia / Jair Amorim     | 3:11    |  |
| 3.  | "Carinho e Amor"          | Tito Madi                        | 2:21    |  |
| 4.  | "Voltei"                  | Maysa / Enrico Simonetti         | 2:54    |  |
| 5.  | "Sincopado Triste"        | Hianto de Almeida / Macedo Neto  | 2:15    |  |
| 6.  | "Qualquer Madrugada"      | Chico Anísio / Hianto de Almeida | 2:44    |  |
| 7.  | "Solidão"                 | Antônio Bruno                    | 2:58    |  |
| 8.  | "Cheiro de Saudade"       | Djalma Ferreira / Luiz Antônio   | 2:27    |  |
| 9.  | "Dindi"                   | Aloysio de Oliveira / Tom Jobim  | 2:52    |  |
| 10. | "Vem Comigo"              | Maysa / Enrico Simonetti         | 2:24    |  |
| 11. | "Cantiga de Quem Está Só" | Evaldo Gouveia / Jair Amorim     | 3:26    |  |